# Capitaine Thomas Sankara
Pour plus de détails, voir Fiche technique et Distribution.
Capitaine Thomas Sankara est un film documentaire suisse réalisé par Christophe Cupelin, sorti en salles le 3 septembre 2014 en Suisse romande et le 25 novembre 2015 en France.
Constitué exclusivement d'images d'archives, le film évoque le parcours de Thomas Sankara et la politique qu'il conduisit à la tête du Burkina Faso au cours de la première révolution burkinabé entre 1983 et 1987. Réalisé 25 ans après l'assassinat de celui qui demeure une icône de la jeunesse africaine, Capitaine Thomas Sankara est à la fois le premier long métrage de Christophe Cupelin, et le premier long métrage consacré à Thomas Sankara. 

## Synopsis
Officier de l’armée, le capitaine Thomas Sankara devient président de la Haute-Volta à la faveur d’un coup d’État le 4 août 1983. Il engage dès lors une « révolution démocratique et populaire » dans son pays qui prend le nom de Burkina Faso (« Pays des hommes intègres ») : lutte contre l’impérialisme et le néocolonialisme, réduction de la corruption, engagements de programmes en faveur de l'éducation, de l'émancipation des femmes ou de l'écologie…
Dans ce documentaire, le réalisateur Christophe Cupelin propose un portrait de Thomas Sankara exclusivement constitué d’archives audiovisuelles, parfois méconnues ou inédites, qu’il a rassemblées pendant 25 ans.  Le montage énergique et le choix d'ajouter aux archives des extraits de musique du groupe The Ex contribuent à présenter Sankara en figure punk, le mouvement punk précédant de peu l'époque de la révolution burkinabé.
En s’appuyant essentiellement sur les discours du leader révolutionnaire, le film retrace les quatre années de l’accession au pouvoir de Sankara en 1983 à son assassinat le 15 octobre 1987. Il propose notamment des archives ayant contribué à la popularité de Sankara, tels l’échange diplomatique de 1986 entre le leader burkinabé et François Mitterrand, ou le discours prononcé à la tribune de l'Organisation de l'unité africaine, en juillet 1987 à Addis-Abeba, pour appeler les autres pays du continent à refuser de payer la dette extérieure. Il offre aussi quelques archives inédites, comme cette confession du chef de l’État burkinabé à un journaliste, dans laquelle il évoque une possible trahison de son compagnon d’armes Blaise Compaoré, quelques jours avant d’être assassiné.

## Genèse
Christophe Cupelin découvre le Burkina Faso en 1985, en tant que jeune coopérant âgé de 19 ans, alors que le pays est en pleine révolution sankariste. Il tourne alors ses premières images avec sa caméra Super 8, et décide de s’engager dans des études de cinéma. Devenu documentariste, il se déclare « Suisse de nationalité, mais Burkinabé de cœur ».
À partir de 1991, il commence à collecter toutes les archives liées au président assassiné, alors que la télévision burkinabé ne dispose officiellement d'aucune image de la période. Lorsque le vingtième anniversaire de la mort de Sankara est célébré en 2007, de nouveaux documents réapparaissent : le réalisateur découvre des archives inédites et décide de les mêler à ses propres sources pour en faire un film. L'essentiel des archives sont issues de la Radio télévision suisse, de l'Institut national de l’audiovisuel, de la Radio télévision du Burkina Faso, ou du site de Bruno Jaffré consacré à Thomas Sankara.

## Fiche technique
- Réalisateur : Christophe Cupelin
- Scénario : Christophe Cupelin
- Production : Akka Films (Nicolas Wadimoff) et Laïka Films (Christophe Cupelin)
- Image et montage : Christophe Cupelin
- Musique additionnelle : The Ex, Fela Kuti
- Pays d'origine :  Suisse
- Langue originale : français
- Durée : 90 minutes
- Dates de sortie :
  -  Suisse : 3 septembre 2014
  -  France : 25 novembre 2015

## Accueil

### Accueil critique

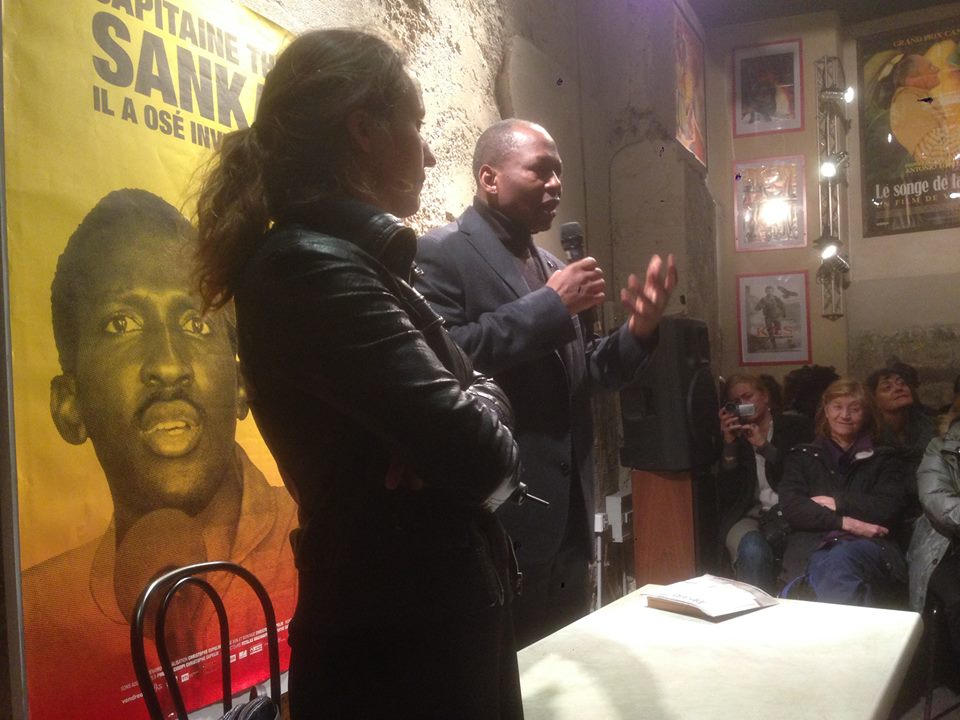
Débat suivant la projection du film Capitaine Thomas Sankara le 28 novembre 2015 à l'Espace Saint-Michel à Paris

Le film de Christophe Cupelin est reçu comme un hommage à un leader charismatique devenu une figure politique marquante, érigée en icône de la jeunesse africaine depuis son assassinat. Il permet de comprendre pourquoi Sankara est devenu en quatre ans un mythe, qui continue de fasciner près de trente ans après sa mort.
La force du documentaire repose avant tout sur la richesse des archives qui le composent. En revanche, l’usage exclusif d’archives limite la mise à distance et confère une certaine partialité au documentaire ; cette impression de subjectivité est renforcée par l’usage de la colorisation dans les archives des journaux télévisés français.
Bien que le film évoque également les erreurs commises par Sankara, il est parfois perçu comme une œuvre à tendance hagiographique.

### Présentation au Burkina Faso
Non-retenu par les organisateurs pour le Fespaco 2013 (alors que Blaise Compaoré était encore au pouvoir), le film fut projeté officiellement pour la première fois au Burkina Faso le lundi 2 mars 2015 au cinéma Neerwaya de Ouagadougou, lors du Fespaco 2015. Lors de sa projection, les spectateurs ont vivement réagi en chahutant les apparitions à l’écran de Blaise Compaoré, et en acclamant les phrases des discours de Thomas Sankara.

## Distinctions

### Récompenses
- Festival Black Movie de Genève (Suisse), 2013 : Prix du Public[15]

### Nominations et sélections
- Festival Visions du réel, Nyon (Suisse), 2012 : première diffusion mondiale[16]
- Festival du film documentaire de Saint-Louis, Saint Louis (Sénégal), 2014 : sélection
- Festival international du cinéma des peuples, Poindimié (Nouvelle-Calédonie), 2014 : sélection internationale, hors compétition[17]
- Fespaco, Ouagadougou (Burkina Faso), 2015 : sélection « L’Afrique vue par… », hors compétition[10]